# Новогригоровка (Луганская область)
Новогриго́ровка (укр. Новогригорівка, встречается вариант Новогригорьевка) — хутор в Славяносербском районе Луганской области Украины. Под контролем самопровозглашённой Луганской Народной Республики.
Входит в Степовской сельский совет.

## География
К северо-западу от хутора проходит линия разграничения сил в Донбассе (см. Второе минское соглашение). Соседние населённые пункты: село Смелое на северо-востоке, Степовое на востоке, город Зимогорье на юге, село Хорошее на юго-западе, Петровеньки на западе.

## Общие сведения
До 21.08.2003 входило в Хорошенский сельский совет с кодом КОАТУУ — 4424585505.

## Местный совет
93724, Луганская обл., Славяносербский р-н, с. Степовое, пер. Центральний, 14